# Алаалатоа, Майкл
Майкл Алаалатоа (англ. Michael Alaalatoa, родился 28 августа 1991 года) — самоанский регбист, выступающий на позиции правого пропа (столба) за новозеландский клуб «Крусейдерс» в Супер Регби.

## Биография
Родом из большой регбийной семьи: отец — Вили Алаалатоа, игрок сборной Самоа и участник чемпионата мира, есть также брат Майкл, профессиональный регбист. Майкл в детстве занимался регби, крикетом и волейболом. Учился в колледже Ньюингтон, был игроком основного состава сборной колледжа по регби. Выступал за команды Нового Южного Уэльса «Саузерн Дистриктс» и «Уэст-Харбор», соревновался в розыгрыше щита Шута. В 2014 году присоединился к клубу «Уаратаз» на учебно-тренировочном сборе.
Дебют Алаалатоа состоялся в финальном раунде Супер Регби 2014, поскольку был травмирован один из ведущих нападающих Райан Падди — Майкл вышел во второй половине встречи в Брисбене между «Уаратаз» и «Квинсленд Редс», завершившейся победой «Уаратаз» 34:3. В 2015 году Алаалатоа переехал в Новую Зеландию и дебютировал в клубе «Манауату» в Кубке ITM, а в 2016 году заключил контракт с клубом Супер Регби «Крусейдерс»
За сборную Самоа Алаалатоа играл на молодёжном чемпионате мира 2011 года. В 2019 году дебютировал за взрослую сборную Самоа, сыграв с ней на чемпионате мира в Японии.